# Пасека (Поморське воєводство)
Пасека (пол. Pasieka, нім. Karlstal) — село в Польщі, у гміні Мястко Битівського повіту Поморського воєводства.
Населення — 889 осіб (2011).
У 1975-1998 роках село належало до Слупського воєводства.

## Демографія
Демографічна структура станом на 31 березня 2011 року:
|          | Загалом | Допрацездатний вік | Працездатний вік | Постпрацездатний вік |
| -------- | ------- | ------------------ | ---------------- | -------------------- |
| Чоловіки | 439     | 109                | 304              | 26                   |
| Жінки    | 450     | 115                | 277              | 58                   |
| Разом    | 889     | 224                | 581              | 84                   |